# همایون سراجی
همایون سراجی (به انگلیسی: Homayoun Seraji) ‏(۱۹۴۷–۱۶ آوریل ۲۰۰۷) دانشمند و مهندس برق ایرانی، پژوهشگر ارشد آزمایشگاه پیشرانه جت ناسا و استاد سابق دانشکده مهندسی برق دانشگاه صنعتی شریف بود. او انتشارات بسیاری در زمینه کنترل سیستمهای چندمتغیره، با تمرکز بر کنترل بهینه، قطب گذاری، کنترل‌کننده‌های چند متغیرهٔ پی آی دی، و تنظیم خروجی داشت.

## تحصیلات
او در تهران متولد شد و بالید. در امتحانات ملی دبیرستانهای ایران در ۱۹۶۵ رتبه اول را به دست آورد. سپس به ایالات متحده رفت و در دانشگاه ساسکس در مهندسی برق تحصیل کرد. او در ۱۹۷۲ دکترای خود را در سیستمهای کنترل از دانشگاه کمبریج گرفت.
در ۱۹۷۴ به دانشکده مهندسی برق دانشگاه صنعتی آریامهر پیوست و به مدت ده سال به تدریس و تحقیق در زمینه سیستمهای کنترل پرداخت. او در ۱۹۸۴ به عنوان دانشمند برجسته سازمان ملل متحد برگزیده شد.
در ۱۹۸۵ به آزمایشگاه پیشرانه جت (JPL) ناسا و کلتک پیوست. در دوره حضور اش در JPL پژوهشهای گسترده‌ای در زمینه سیستمهای کنترل ربات، خصوصاً در کنترل تطبیقی ربات، و… انجام داد.
نتیجه تحقیقات او در ۹۸ مقاله ژورنال دارای مرور همتا، ۱۱۹ مقاله کنفرانس و ۵ بخش کتاب و ۱۰ اختراع منتشر شد.
او در ۲۰۰۳ به عنوان مؤلف با بیشترین انتشار در ژورنال سیستمهای رباتیک معرفی شد.

## آثار علمی
آثار علمی دکتر همایون سراجی که در مجله‌های معتبر آمریکا چاپ شده عبارت است از:
- H. Seraji, "Safety measures for terrain classification and safest site selection," Autonomous Robots (To appear), 2006
- S.R. Ploen, H. Seraji, C.E. Kinney, "Determination of spacecraft landing footprint for safe planetary landing," IEEE Trans. on Aerospace and Electronic Systems,(To appear), 2006
- H. Seraji, "SmartNav: A rule-free fuzzy approach to rover navigation," Journal of Robotic Systems, vol. 22, no. 12, pp. 795–808, 2005
- A. Howard, H. Seraji, B. Werger, "Global and regional path planners for integrated planning and navigation," Journal of Robotic Systems, vol. 22, no. 12, pp. 767–778, 2005
- A. Howard, H. Seraji, "Multi-sensor terrain classification for safe spacecraft landing," IEEE Trans. on Aerospace and Electronic Systems, vol. 40, no. 4, pp. 1122–1131, 200
- H. Seraji, "New traversability indices and traversability grid for integrated sensor/map-based navigation," Journal of Robotic Systems, 20(3), pp. 121–134, 2003
- H. Seraji, A. Howard, "Behavior-based robot navigation on challenging terrain: A fuzzy logic approach," IEEE Trans. on Robotics & Automation, 18(3), pp. 308–321, 2002
- E. Tunstel, A. Howard, H. Seraji, "Rule-based reasoning and neural network perception for safe off-road robot mobility," Expert Systems, 19(4), pp. 191–200, 2002
- . Howard, H. Seraji, "Vision-based terrain characterization and traversability assessment," Journal of Robotic Systems, 18(10), pp. 577–587, 2001

## جوایز
- جایزه JPL برای انتشارات شگرف پژوهشی در ۲۰۰۳
- جایزه پیشرفت گروهی ناسا در ۱۹۹۱
- فلوی IEEE در ۱۹۹۷